# هیلر وی‌زی۱
هیلر وی‌زی۱ (به انگلیسی: Hiller VZ-1 Pawnee) یک بالگرد آزمایشی از شرکت هواگردسازی هیلر بود که برای نیروی زمینی ارتش ایالات متحده آمریکا طراحی شد. پروژه در سال ۱۹۵۳ در دفتر مطالعات پژوهشی نیروی دریایی آمریکا آغاز شد و در سال ۱۹۵۵ تکمیل گشت و با موفقیت پرواز کرد. این بالگرد با تیغه‌های ثابت به شیوه ملخ هواپیماها ساخته شد که توانایی بلند کردن وزن یک خلبان را داشت. از آنجایی که ملخ ثابت بود، بالگرد به وسیله وزن خلبان تغییر جهت می‌داد. این بالگرد از دو ملخ مجزای  آلومینیمی خلاف‌گرد برای خنثی‌سازی گشتاور بهره می‌برده‌است که هر کدام از ملخ‌ها دو تیغه داشتند. یک ملخ چپ‌گرد و دیگری راست‌گرد بود.

## طراحی و توسعه
طرح اصلی این بالگرد به دست چارلز زیمرمن در واپسین سالهای دهه ۱۹۴۰ میلادی ارائه شد ولی طرح‌ها به دلیل عقب بودن فناوری نسبت به انتظارات آن زمان به سرانجام نرسیدند. سرانجام بالگرد در سال ۱۹۵۵ پرواز کرد که از سه موتور پیستونی هریک به قدرت ۴۴ اسب بخار درمجموع ۱۳۲ اسب بخار برخوردار بود. در روز آزمایش در سال ۱۹۵۵ با وجود اینکه گرانیگاه موقعیت خلبان بسیار بالاتر از ملخ بود، ولی بالگرد از کنترل خوبی برخوردار بود ولی ارتش که تأمین کننده بودجه این پروژه بود، این وسیله را یک ابزار بی‌کاربرد در میدان نبرد اعلام کرد زیرا این بالگرد بسیار کوچک بوده و از سرعت پایینی برخوردار بود و همچنین تنها چند متر از سطح زمین بلند می‌شد. بنابراین تنها ۶ فروند تولید شد که ۴ فروند نابود شده و تنها ۲ فروند باقی ماند که در موزه به سر می‌برند.

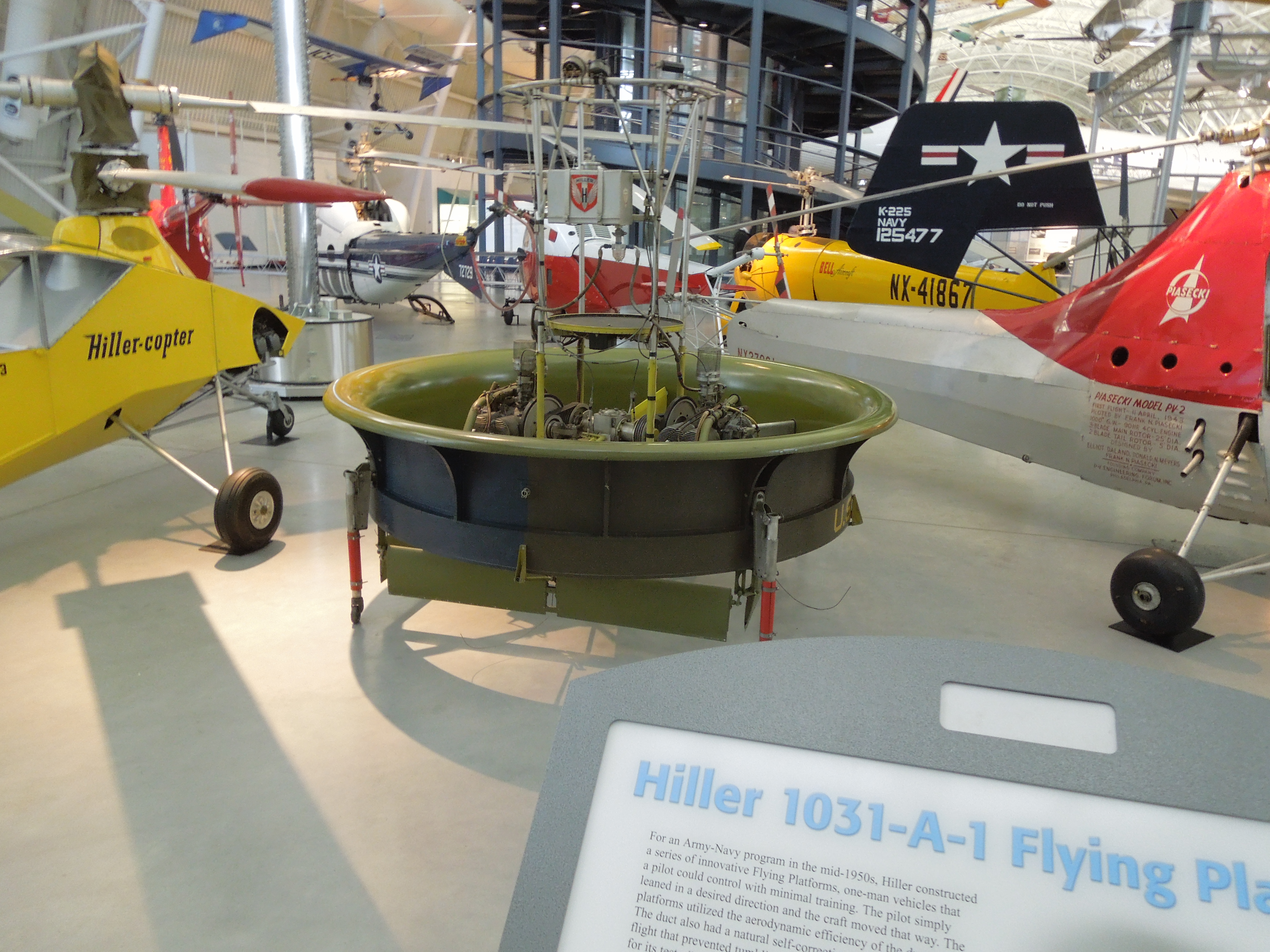
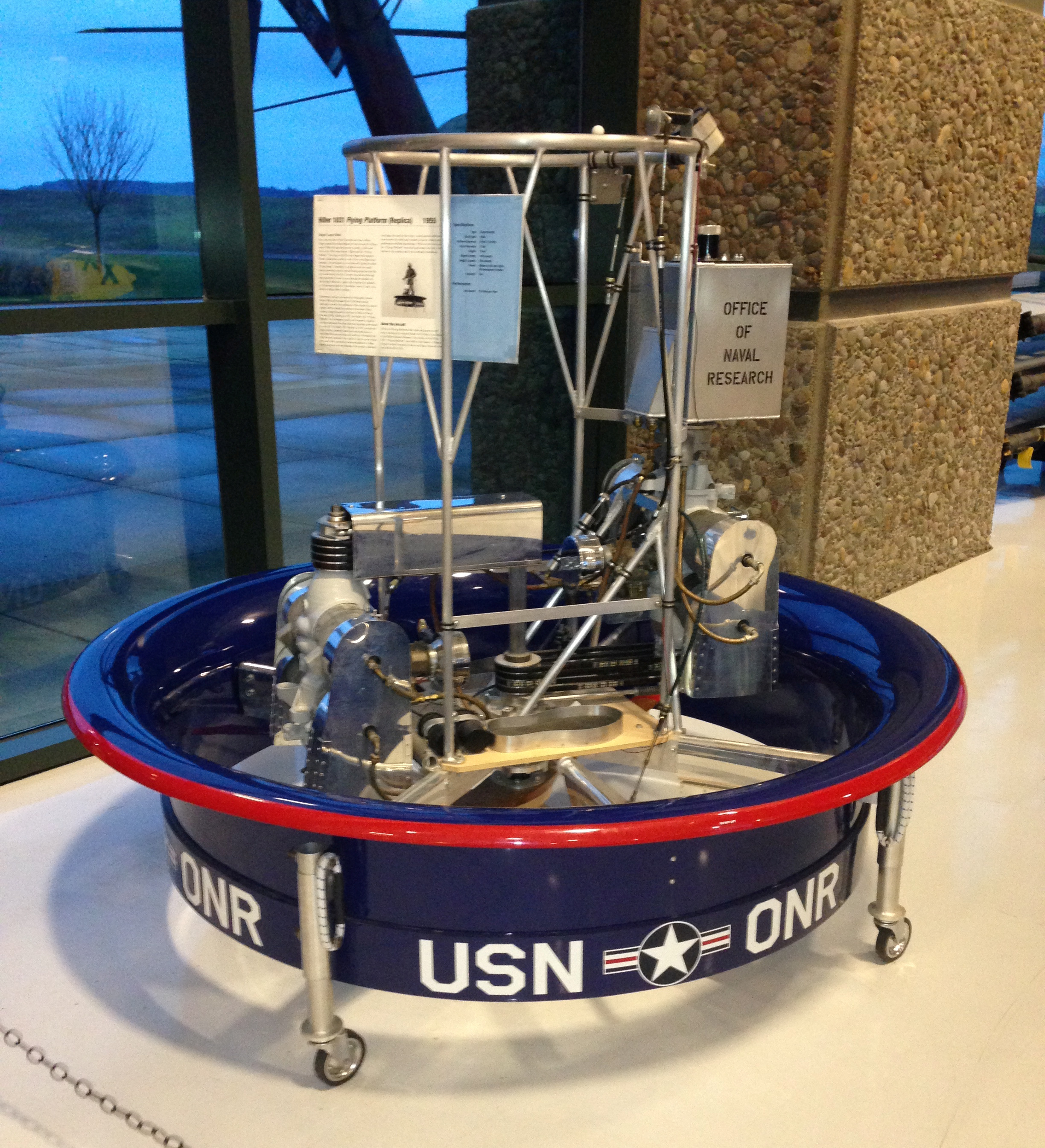

## مشخصات
داده‌ها از National Air and Space Museum and Hall-Scott Motor Company
ویژگی‌های عمومی
- خدمه: ۱
- ظرفیت: ۱۸۵ پوند (۸۴ کیلوگرم) payload
- قطر: ۸ فوت ۴ اینچ (۲٫۵۴ متر)
- ارتفاع: ۷ فوت (۲٫۱ متر)
- وزن خالی: ۳۷۰ پوند (۱۶۸ کیلوگرم)
- بیشترین وزن برخاست: ۵۵۵ پوند (۲۵۲ کیلوگرم)
- پیشرانه: ۳ عدد چهارسیلندر افقی هواخنک نلسون Nelson H-59, ۴۰ اسب بخار (۳۰ کیلووات)  در هر موتور at 4,000 rpm
- Transmission: Hall-Scott helicopter variant
- قطر روتور اصلی: ۲ عدد ۷ فوت (۲٫۱ متر)
- مساحت روتور اصلی: ۷۶٫۹۸ فوت مربع (۷٫۱۵۲ متر مربع) ۲ × عدد ملخ خلاف‌گرد

عملکرد
- حداکثر سرعت: ۱۶ مایل بر ساعت (۲۶ کیلومتر بر ساعت، ۱۴ گره)
- حداکثر ارتفاع: ۳۲٫۸ فوت (۱۰٫۰ متر)